# Rue Le Bua
La rue Le Bua est une voie du 20e arrondissement de Paris.

## Situation et accès
La rue Le Bua est une voie publique située dans le 20e arrondissement de Paris. Elle débute au 56, rue Pelleport et se termine au 24, rue du Surmelin.

## Origine du nom

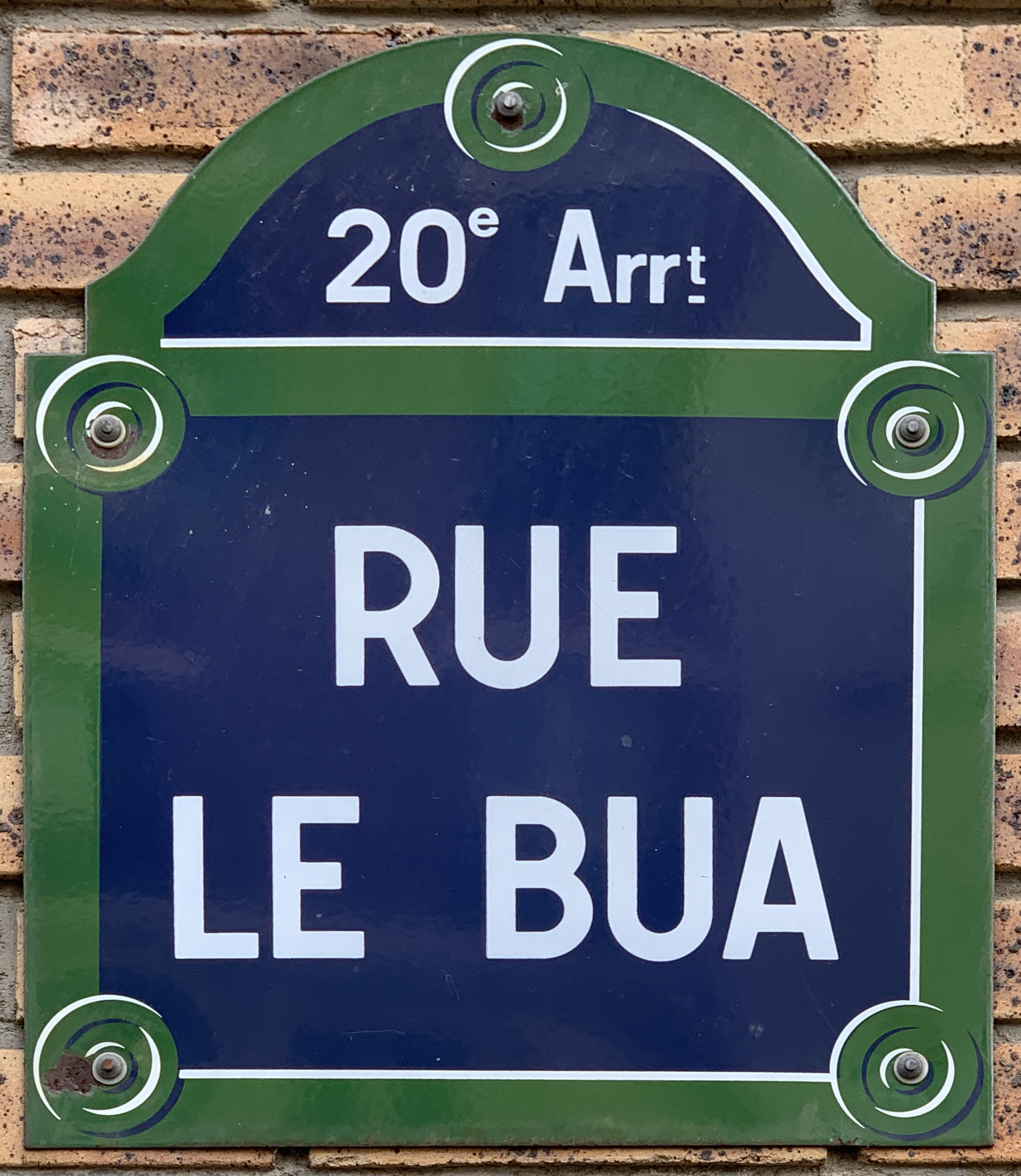
Plaque de la rue.

Elle porte le nom d'un lieu-dit le Bua.

## Historique
Cette voie, ouverte en 1847 sur l'ancienne commune de Charonne et initialement dénommée « rue de la Demi-Lune », a fait partie de la « route départementale no 40 » qui fut rectifiée à la suite d'une ordonnance royale du 25 mai 1847.
En 1938, le centre scientifique de la main d'oeuvre et l'association centre d'étude du travail confient à Le Corbusier la construction d'un immeuble aux 9 et 11 rue Le Bua (aujourd'hui détruit), accueillant l'Atelier Jeunesse de France.